# Jean-Baptiste Arban
Joseph Jean-Baptiste Laurent Arban (Lione, 28 febbraio 1825 – Parigi, 8 aprile 1889) è stato un trombettista e compositore francese, tra i primi virtuosi della cornetta a pistoni.
Autore del celeberrimo Grande Méthode complète pour cornet à pistons et saxhorn (1864) che ancora oggi è uno dei metodi di riferimento principali per l'apprendimento della tromba e della cornetta.
Joseph Jean-Baptiste Laurent Arban è stato un profondo innovatore e un virtuoso del proprio strumento, costruttore e docente, nonché punto di riferimento imprescindibile da un secolo e mezzo per chiunque voglia affrontare lo studio degli ottoni.

## Biografia
Si imbarca molto giovane come musicista sulle navi da diporto, sappiamo per esempio che già nel 1840 egli partecipa al viaggio della goletta "Belle Poule" che si reca a Sant'Elena alla ricerca delle ceneri di Napoleone.
Il 29 settembre 1841, all'età di 16 anni, entra al Conservatorio di Parigi nella classe di François Dauverné e studia la tromba naturale (priva di pistoni), e probabilmente anche la slide trumpet (tromba da tirarsi), ottenendo il Primo Premio nel 1845.
In quegli anni Arban scopre la cornetta a pistoni (inventata solo alcuni anni prima) per la quale dimostra di avere grandissime doti e per la quale mette a punto le sue tecniche divenute poi proverbiali, come ad esempio il colpo di lingua, il doppio staccato e il triplo staccato. 
Nel 1848 strabilia i docenti del Conservatorio arrivando ad eseguire con la cornetta un difficile brano di bravura per flauto di Theobald Boehm.
Dal 1852 al 1857 entra a far parte di numerose orchestre e viene invitato a dirigere l'Opera Nazionale di Parigi.
Nel 1857 viene nominato professore di saxhorn all'École Militaire (Scuola Militare).
Nel 1864 dà alle stampe il suo Grande Metodo completo per cornetta a pistoni e saxhorn, dove compaiono brani di elegante virtuosismo ancora oggi popolarissimi in quanto continuamente eseguiti ed incisi su CD dai migliori trombettisti di tutto il mondo, come le Variazioni sul Carnevale di Venezia.
Il 23 gennaio 1869 corona il suo grande sogno e può finalmente inaugurare una classe di cornetta a pistoni al Conservatorio Nazionale di Parigi.
Nel 1874 si dimette dal Conservatorio per dirigere una serie di concerti a San Pietroburgo, richiesto dagli Zar di Russia, e riscuotendo grande successo e numerosi riconoscimenti.
Nel 1880 riprende il suo posto al Conservatorio di Parigi, ove muore nell'aprile 1889.

## Arban costruttore
Arban è noto anche per i suoi contributi al miglioramento delle tecniche costruttive degli ottoni.
Nel 1846-1848 lavora per Adolphe Sax a quello che oggi si chiamerebbe controllo qualità degli strumenti prodotti. 
Nel 1883 brevetta la Cornetta Arban, e nel 1885 la Cornetta Arban-Bouvet, dal nome dell'ingegnere che contribuì alla progettazione e alla costruzione dello strumento.